# Tadao Onishi
Tadao Onishi (18. april 1943 - 29. juni 2006) var en japansk fodboldspiller.

## Japans fodboldlandshold
| Japans landshold | Japans landshold | Japans landshold |
| År               | Kmp              | Mål              |
| ---------------- | ---------------- | ---------------- |
| 1969             | 1                | 0                |
| Total            | 1                | 0                |